# Лоренцо Ебисилио
Лоренцо Лерој Ебисилио (хол. Lorenzo Leroy Ebecilio; Хорн, 24. септембар 1990) холандски је фудбалер. Висок је 176 центиметара и игра у везном реду.

## Каријера

### Почеци
Ебисилио је фудбалом почео да се бави у родном Хорну, играјући за клуб по имену Блокерс (хол. VV De Blokkers). Касније је прешао у локалну Холандију (хол. HVV Hollandia), да би се потом обрео у академији АЗ Алкмара. Неколико месеци након смрти оца, Ебисилио је 27. октобра 2005. године претрпео срчани удар, после чега му је оперативним путем уграђен дефибрилатор. Како је, због здравственог стања, био принуђен да напусти АЗ, вратио се у свој бивши клуб, Холандију и касније није имао сличних проблема. Коначно, Ебисилио је прешао у Ајакс, који му је понудио место у омладинској академији, где је окончао своје фудбалско школовање.

### Ајакс
По навршетку омладинског стажа, Ебисилио је прослеђен младој екипи Ајакса, где га је тренирао Франк де Бур. Неколико дана по одласку тадашњег тренера Мартина Јола са функције и проглашења Де Бура за вршиоца дужности, Ебисилио се нашао у стартној постави прве екипе Ајакса за утакмицу против Витесеа, 12. децембра 2010. Неколико дана након свој дебитантског наступа за први тим, Ебисилио је наступио и против свог бившег клуба, АЗ Алкмара, у Купу Холандије, 23. децембра исте године и том приликом био проглашен играчем утакмице.
Почетком 2011. Ебисилио се још неколико пута нашао у стартној постави за лигашке сусрете, да би потом забележио и дебитантски наступ у Лиги Европе на гостовању Андерлехту, коју је Ајакс добио резултатом 3ː0. Крајем априла 2011, Ебисилио је продужио уговор са клубом до лета 2014. До краја сезоне одиграо је већину утакмица у првенству и допринео освајању шампионске титуле за сезону 2010/11. У Купу Холандије је на 5 наступа забележио укупно 2 поготка, од чега један у финалу, против екипе Твентеа, у ком је његов тим поражен резултатом 3ː2. Свој први хет трик у каријери Ебисилио је постигао против екипе Роде, 4. марта 2012. Исте године је освојио и другу узастопну титулу са екипом Ајакса.

### Металург Доњецк
Након првог дела сезоне током ког није добио прилику да наступи на некој од званичних утакмица Ајакса, Ебисилио је прешао у екипу Металурга из Доњецка. Трансфер је потврђен 2. јануара 2013. године од стране спортског директора Ајакса, Марка Овермарса, а Ебисилио је са новом екипом потписао трогодишњи уговор. До краја сезоне у Премијер лиги Украјине, забележио је укупно 6 наступа, од чега је 4 пута био стартер на терену, током марта 2013.

#### Габала (позајмица)
Године 2013, 5. јуна, Ебисилио је прослеђен екипи Габале на једногодишњу позајмицу. Током свог боравка у овом клубу, Ебисилио је одиграо 32 утакмице у Премијер лиги Азербејџана и постигао 8 голова, док је у државном купу наступио 5 пута, стигавши до финала овог такмичења.

#### Мордовија (позајмица)
Након истека позајмице Габали, Ебисилио је отишао на пробни период у Мордовију из Саранска. Месец дана касније, 2. јула 2014. озваничена је једногодишња позајмица овом клубу из Металурга. На својој првој званичној утакмици за клуб, 2. августа исте године, Ебисилио је задобио прелом потколенице, што га је одвојило од терена на неколико месеци.

### Анжи
У јулу 2015. године, Ебисилио је приступио фудбалском клубу Анжију из Махачкале, обавезавши се клубу, том приликом, на три сезоне. За екипу Анжија званично је дебитовао у минималном поразу од екипе Крила Совјетов, истог месеца. Ебисилио је до краја календарске године постигао два поготка, оба у Москви, на гостовањима Спартаку и Динаму, која је његова екипа добила идентичним резултатом 2ː1. Свој трећи погодак за екипу Анжија, Ебисилио је постигао у 4. колу Премијер лиги Русије за сезону 2017/18, против Рубина у Казању, а Анжи је утакмицу добио истим резултатом као и у претходна два наврата када је он погађао. Ебисилио је у дресу Анжија наступао до краја 2016, а за то време уписао је укупно 43 наступа у такмичењима под окриљем Фудбалског савеза Русије.

### АПОЕЛ
Дана 26. јануара 2017, Ебисилио је потписао за кипарски АПОЕЛ. Свој дебитантски наступ за ову екипу забележио је у победи на домаћем терену над екипом АЕЛ Лимасола Првој лиги Кипра, ушавши у игру у 85. минуту утакмице. Свој први погодак за ову екипу постигао је против Омоније. Наступајући у дресу овог клуба, Ебисилио је одиграо 58 утакмица и постигао 11 голова у свим такмичењима, освојивши две титуле првака, један Куп и један Суперкуп Кипра.

### Црвена звезда
Средином 2018, током летњег прелазног рока, медији су пренели да је Црвена звезда заинтересована за Ебисилија, а недуго затим објављено је и да је његов тадашњи клуб, АПОЕЛ, пристао на услове који су понуђени за откуп играча. Дана 29. јуна 2018. Ебисилио је званично постао нови играч Црвене звезде, потписавши двогодишњи уговор са могућношћу продужења за још једну сезону, а том приликом задужио је број 11 на дресу новог клуба. Вредност његових годишњих прихода је незванично је процењена на 550 хиљада, док је као обештећење наведен износ од 650 хиљада евра. Ебисилио је за екипу Црвене звезде дебитовао на отварању сезоне, у утакмици првог кола квалификација за Лигу шампиона, одиграној у Риги 11. јула, када је у полувремену утакмице против Спартакса из Јурмале ушао у игру уместо Немање Милића. Ебисилио је, потом, забележио и свој дебитантски наступ у Суперлиги Србије, на отварању сезоне 2018/19, против Динама из Врања. Звезда је ту утакмицу добила резултатом 3ː0, а други гол је постигнут након акције Ебисилија и његове асистенције Дејану Јовељићу. Свој први погодак за екипу Црвене звезде, Ебисилио је постигао у првој утакмици против Судуве, 24. јула, у оквиру другог кола квалификација за Лигу шампиона. Услед партија које је пружио на почетку сезоне, Ебисилио је проглашен играчем месеца, по избору навијача. Средином августа исте године, Ебисилио је доживео лакшу повреду, након чега је тренирао смањеним интензитетом, док се у такмичарски погон вратио током септембра. Крајем септембра, односно почетком октобра, Ебисилио је најпре асистирао Марку Гобељићу на гостовању Напретку у Крушевцу, током одложене утакмице 5. кола Суперлиге Србије, а потом, недељу дана касније, додао лопту Марку Марину за погодак против Париз Сен Жермена на Парку принчева у 2. колу групне фазе Лиге шампиона. Ебисилио је на тој утакмици у игру ушао уместо Бена у 73. минуту, а гол у поразу од 6ː1 био је први погодак Црвене звезде у том такмичењу.

### Џубило Ивата
Дана 27. јула 2019, Ебисилио је потписао уговор на две и по године са јапанским клубом Џубило Ивата.

## Репрезентација
Ебисилио је у млађим репрезентативним селекцијама наступао за Холандију и био члан свих узрасних између од 16 и 21 године старости. Такође, као члан кадетске, односно омладинске репрезентације ове државе, Ебисилио је учествовао на Европским првенствима 2008. и 2010. године. За младу репрезентацију је дебитовао 9. фебруара 2011, у пријатељском сусрету са екипом Чешке. Поред холандског, поседује и држављанство Суринама.

## Статистика

#### Клупска
| Клуб                  | Сезона   | Лига                      | Лига    | Лига   | Куп     | Куп    | Европа  | Европа | Остало  | Остало | Укупно  | Укупно |
| Клуб                  | Сезона   | Дивизија                  | Наступа | Голова | Наступа | Голова | Наступа | Голова | Наступа | Голова | Наступа | Голова |
| --------------------- | -------- | ------------------------- | ------- | ------ | ------- | ------ | ------- | ------ | ------- | ------ | ------- | ------ |
| Ајакс                 | 2010/11. | Ередивизија               | 16      | 3      | 4       | 2      | 4       | 0      | —       | —      | 24      | 5      |
| Ајакс                 | 2011/12. | Ередивизија               | 22      | 6      | 0       | 0      | 5       | 0      | 1       | 0      | 28      | 6      |
| Ајакс                 | 2012/13. | Ередивизија               | 0       | 0      | 0       | 0      | 0       | 0      | 0       | 0      | 0       | 0      |
| Ајакс                 | Укупно   | Укупно                    | 38      | 9      | 4       | 2      | 9       | 0      | 1       | 0      | 52      | 11     |
| Металург Доњецк       | 2012/13. | Премијер лига Украјине    | 6       | 0      | 0       | 0      | —       | —      | —       | —      | 6       | 0      |
| Габала (позајмица)    | 2013/14. | Премијер лига Азербејџана | 32      | 8      | 5       | 0      | —       | —      | —       | —      | 37      | 8      |
| Мордовија (позајмица) | 2014/15. | Премијер лига Русије      | 10      | 2      | 0       | 0      | —       | —      | —       | —      | 10      | 2      |
| Анжи                  | 2015/16. | Премијер лига Русије      | 25      | 2      | 2       | 0      | —       | —      | 2       | 0      | 29      | 2      |
| Анжи                  | 2016/17. | Премијер лига Русије      | 13      | 1      | 1       | 0      | —       | —      | —       | —      | 14      | 1      |
| Анжи                  | Укупно   | Укупно                    | 38      | 3      | 3       | 0      | —       | —      | 2       | 0      | 43      | 3      |
| АПОЕЛ                 | 2016/17. | Прва лига Кипра           | 8       | 2      | 2       | 0      | 3       | 0      | —       | —      | 13      | 2      |
| АПОЕЛ                 | 2017/18. | Прва лига Кипра           | 29      | 8      | 5       | 1      | 10      | 0      | 1       | 0      | 45      | 9      |
| АПОЕЛ                 | Укупно   | Укупно                    | 37      | 10     | 7       | 1      | 13      | 0      | 1       | 0      | 58      | 11     |
| Црвена звезда         | 2018/19. | Суперлига Србије          | 19      | 2      | 2       | 0      | 9       | 1      | —       | —      | 12      | 1      |
| Каријера              | Каријера | Каријера                  | 180     | 34     | 21      | 3      | 31      | 1      | 4       | 0      | 236     | 38     |

- Ажурирано 27. јула 2018. године.[4]

## Трофеји
Ајакс
- Ередивизија: 2010/11, 2011/12.[4]

АПОЕЛ
- Прва лига Кипра: 2016/17, 2017/18.[4]

Црвена звезда
- Суперлига Србије: 2018/19.